# Nanggerang (Tajur Halang)
Nanggerang is een bestuurslaag in het regentschap Bogor van de provincie West-Java, Indonesië. Nanggerang telt 7592 inwoners (volkstelling 2010).